# Catterick Garrison
Catterick Garrison – miasto garnizonowe w północnej Anglii (Wielka Brytania), w hrabstwie North Yorkshire, największa baza wojskowa British Army. W 2021 roku szacunkowa liczba ludności wynosiła 16 630 osób, w tym 6113 członków personelu wojskowego oraz 10 517 ludności cywilnej, z czego nieco ponad 1/3 stanowili członkowie rodzin stacjonujących tu żołnierzy. Miejscowość tworzy spójny obszar zabudowany z przyległymi wsiami Hipswell, Scotton oraz Colburn.
Większa część obszaru znajduje się w posiadaniu Ministerstwa Obrony (Ministry of Defence). Garnizon zajmuje powierzchnię 9,7 km² (2400 akrów). Przylega do niego poligon o powierzchni około 81 km² (20 000 akrów).
W Catterick Garrison znajduje się centrum szkoleniowe piechoty, prowadzące wstępne szkolenie wszystkich rekrutów rozpoczynających służbę w formacjach piechoty British Army, a także w wojskach pancernych Royal Armoured Corps. Specjalny program szkoleniowy odbywają tutaj żołnierze nepalscy służący w brygadzie Gurkhów.
Nazwa garnizonu pochodzi od położonej kilka kilometrów na wschód wsi Catterick.

## Historia
Pomysł stworzenia w tym miejscu wojskowego centrum szkoleniowego wysunął w 1908 roku Robert Baden-Powell. Wielkością miał on dorównywać istniejącemu kompleksowi w Aldershot, na południu Anglii. Budowa miała miejsce w latach 1914–1915, przyspieszona ze względu na wybuch I wojny światowej. Zabudowa miała pierwotnie charakter tymczasowy; składały się na nią baraki wykonane, z powodu niedoboru drewna, z betonu. Garnizon rozbudowano w okresie międzywojennym; wówczas wzniesiono z cegły koszary i inne budynki użyteczności publicznej, spośród których wiele pozostaje w użyciu do dziś. Część wpisana została do rejestru zabytków. Podczas II wojny światowej stacjonowało tu 40 000 żołnierzy. Podczas obu wojen funkcjonowały tu także obozy jenieckie.
Dawne nazwy garnizonu to Richmond Camp (od pobliskiego miasta Richmond) oraz Catterick Camp.